# Maintenon, Eure-et-Loir
Maintenon är en kommun i departementet Eure-et-Loir i regionen Centre-Val de Loire strax norr om centrala Frankrike. Kommunen ligger i kantonen Maintenon som tillhör arrondissementet Chartres. År 2022 hade Maintenon 4 532 invånare.

## Befolkningsutveckling
Antalet invånare i kommunen Maintenon
Referens:INSEE